# Clitoria juninensis
Clitoria juninensis är en ärtväxtart som beskrevs av Paul R. Fantz. Clitoria juninensis ingår i släktet Clitoria, och familjen ärtväxter. Inga underarter finns listade i Catalogue of Life.